# Liste der Bürgermeister von Berg en Dal
Dies ist die Liste der Bürgermeister der Gemeinde Berg en Dal in der niederländischen Provinz Gelderland seit ihrer Gründung am 1. Januar 2015.
| Bürgermeister | Bürgermeister   | Partei | Partei | Amtszeit | Anmerkungen   |
| ------------- | --------------- | ------ | ------ | -------- | ------------- |
|               | Harry Keereweer |        | PvdA   | 2015     | kommissarisch |
|               | Mark Slinkman   |        | CDA    | 2015–    | [ 2 ]         |